# Планс де Сио
Планс де Сио (на каталонски: Els Plans de Sió) е селище в североизточна Испания, част от провинция Лерида на областта Каталония. Населението му е около 560 души (2014).
Разположено е на 397 метра надморска височина в Арагонската равнина, на 50 километра североизточно от град Лерида и на 90 километра северозападно от Барселона.

## Известни личности
Родени в Планс де Сио
- Мануел де Педроло (1918-1990), писател